# Yvette Lewis
Yvette Christine Lewis (ur. 16 marca 1985) – panamska lekkoatletka specjalizująca się w biegach płotkarskich i trójskoku. Do końca 2013 reprezentowała Stany Zjednoczone.
Jej pierwszą międzynarodową imprezą o randze mistrzowskiej były mistrzostwa świata juniorów w Grosseto (2004). Dwa lata później zajęła 4. miejsce w trójskoku podczas młodzieżowych mistrzostw NACAC. Finalistka trójskoku oraz biegu na 100 metrów przez płotki podczas igrzysk panamerykańskich w Rio de Janeiro (2007). Cztery lata później, na tej samej imprezie, zdobyła złoto w biegu płotkarskim oraz srebro w sztafecie 4 × 100 metrów. W 2013, po zmianie barw narodowych, została wicemistrzynią igrzysk boliwaryjskich. Półfinalistka halowych mistrzostw świata w Sopocie (2014). W tym samym roku sięgnęła po złoto igrzysk Ameryki Południowej oraz srebro mistrzostw ibero-amerykańskich. W 2015 triumfowała podczas mistrzostw Ameryki Południowej. 
Medalistka mistrzostw Stanów Zjednoczonych.

## Osiągnięcia
| Rok  | Impreza                         | Miejsce        | Konkurencja                     | Lokata            | Wynik |
| ---- | ------------------------------- | -------------- | ------------------------------- | ----------------- | ----- |
| 2004 | Mistrzostwa świata juniorów     | Grosseto       | trójskok                        | el. – 15. miejsce | 12,96 |
| 2006 | Młodzieżowe mistrzostwa NACAC   | Santo Domingo  | trójskok                        | 4. miejsce        | 13,30 |
| 2007 | Igrzyska panamerykańskie        | Rio de Janeiro | bieg na 100 metrów przez płotki | 8. miejsce        | 13,69 |
| 2007 | Igrzyska panamerykańskie        | Rio de Janeiro | trójskok                        | 6. miejsce        | 13,49 |
| 2011 | Igrzyska panamerykańskie        | Guadalajara    | bieg na 100 metrów przez płotki | 1. miejsce        | 12,82 |
| 2011 | Igrzyska panamerykańskie        | Guadalajara    | sztafeta 4 × 100 metrów         | 2. miejsce        | 43,10 |
| 2011 | Igrzyska panamerykańskie        | Guadalajara    | trójskok                        | 7. miejsce        | 13,17 |
| 2011 | DécaNation                      | Nicea          | bieg na 100 metrów przez płotki | 1. miejsce        | 12,84 |
| 2013 | Igrzyska boliwaryjskie          | Trujillo       | bieg na 100 metrów przez płotki | 2. miejsce        | 13,20 |
| 2014 | Halowe mistrzostwa świata       | Sopot          | bieg na 60 metrów przez płotki  | półfinał          | 8,00  |
| 2014 | Igrzyska Ameryki Południowej    | Santiago       | bieg na 100 metrów przez płotki | 1. miejsce        | 13,11 |
| 2014 | Mistrzostwa ibero-amerykańskie  | São Paulo      | bieg na 100 metrów przez płotki | 2. miejsce        | 13,05 |
| 2015 | Mistrzostwa Ameryki Południowej | Lima           | bieg na 100 metrów przez płotki | 1. miejsce        | 13,31 |
| 2015 | Igrzyska panamerykańskie        | Toronto        | bieg na 100 metrów przez płotki | 8. miejsce        | 13,29 |
| 2015 | Mistrzostwa świata              | Pekin          | bieg na 100 metrów przez płotki | eliminacje        | 14,12 |
| 2016 | Igrzyska olimpijskie            | Rio de Janeiro | bieg na 100 metrów przez płotki | eliminacje        | 13,35 |

## Rekordy życiowe
- Bieg na 60 metrów przez płotki (hala) – 7,84 (2013)
- Bieg na 100 metrów przez płotki – 12,67 (2013)
- Trójskok (stadion) – 13,84 (2008)
- Trójskok (hala) – 13,75 (2006)

7 marca 2014 w Sopocie Lewis ustanowiła rekord Ameryki Północnej w biegu na 60 metrów przez płotki – 7,91.
16 sierpnia 2014 w Meksyku Lewis ustanowiła rekord Panamy w biegu na 100 metrów przez płotki – 12,86.